# Пепа Нос
Истинското име на Пепа Нос е Йозеф Нос (на чешки Josef Nos). Роден е на 16 май 1949 в Шумперк, Чехия. Той е чешки певец и текстописец, автор на книги и учител по йога. Като певец и автор на песни той се изявява предимно в малки клубове и школи, но взема участие и на някои от фолк фестивалите в Чехия. Песните му рядко се излъчват по радиото и телевизията. Автор е на повече от 300 песни, голяма част от които са със собствени текстове. Песните му имат характерното за американките фолк изпълнители звучене. Свири на китара, хармоника и пиано. Член е на музикалната асоциацията ”Шафран”.

## Биография
Пепа Нос прекарва детските си години във Виднав. Баща ме и бил дърворезбар. Завършва гимназия в Йесеник. През 1967 г. е приет да учи в Университета по машинно и текстилно инженерство в Либерец, но го напуска след месец. През 1968 г. учи една година в езикова гимназия в Острава, след това - пет години английски и френски език в Карловия университет в Прага.
Започва концертните си изяви през 1974 год. През 1976 г. получава забрана за концертни изяви за срок от шест месеца за непристойно поведение, защото си е свалил обувките по време на представление. През 1982 г. срещу него е образувано наказателно производство за незаконен бизнес, паразитизъм, кражба на социалистическа собственост. Отнета е шофьорската му книжка под претекст - психическо разстройство. През 1982 г. започва да изкарва прехраната си като учител по английски. През 1984 г. получава условна присъда за срок от две години по скалъпено обвинение за икономически престъпления. През 1985 год. е оправдан по това дело.
Той е организатор на бутиковия фестивал “Новата колиба” състоял се във вилата му във Влчкова в района на гр. Жлин. През 2000 г. организира фестивала Клилоноце (Krilonoce) посветен на Карел Крил. Фестивалът се организира ежегодно от 2011 до 2013 г. Пепа Нос се занимава активно и с екологични дейности. От 1984 год. е учител по йога. Владее полски, английски и френски език.
Пепа Нос и женен и има дъщеря Лусия. Тя също е музикант и изнася концерти. Дори две от песните в албума му Rok 2000 (1999) са нейно изпълнение.

## Творчество
Пепа Нос композира и свири от 16-годишна възраст. Първата си песен композира веднага след като научава първите си три акорда. Това е песента “Защо Амор стреля в мен със стрела?”. 
Пепа Нос изпълнява предимно свои песни. Сред най-известните му песни на са: Агент на ЦРУ (Agent sí aj ej) и Земата е кръгла (Země je kulatá), а песента Don't be! дава името на едноименна чешка телевизионна програма. Репертоарът му включва и преводни текстове от други автори (Časy se mění, The Times They Are Changing от Боб Дилън) или стихотворения с музика (Když... от Ръдиард Киплинг в преразказ на Отокар Фишер), от Франтишек Гелнер, Бабичек Малкова, To je teď celá moudrost moje, Noc byla. Usnout nemoh‘ jsem… от Ярослав Дурих).
Свири на китара, хармоника, а понякога и на пияно. Текстовете му са с философски, духовни и социално-критични теми. Често използва двусмислени текстове. За него е характерна спонтанната импровизация. Свири и с бас китариста Ярда Коварж (Jarda Kovář) и цигуларя Славек Форман (Slavek Forman).
Изнася редица образователни концерти и беседи в няколко средни училища, което предизвиква много противоречиви реакции. Неговите изяви често са определяни като смущаващи.  Въпреки това той среща редица привърженици сред ученическата аудитория.
Творчеството на Пепа Нос не е приета еднозначно от чешкото общество. Според досието на Държавна сигурност Пепа Нос „напада сегашната политическа система в Чехословашката република и осмива партийните мероприятия. Като цяло текстовете на песните му са двусмислени, …пълни с обиди..." През 1974 год. Иржи Черни определя творчеството му като "римувана инфантилност”.
Музикалният критик Ян Соботка нарича стила на Пепа Нос „невротичен разнос, връщащ се някъде към западноафриканските гриоти”. Йозеф Ванчура  споменава неговите „невероятни, абсурдни фрази и гримаси“, както и „песни, пълни с поетичност и нежност с изненадващо красиви мелодии, изпяти простичко, без много преструвки“. Петр Корал  споменава за „типични вокални инфлексии на Нос“ и „задължителните шеги, при които понякога авторът се изгубва отвъд границата на остроумието и изисканият вкус“, и че Нос „понякога може да излее толкова силна мелодия, че чак на човек му спира дъха“ и за „невероятно „сериозните“ песни, понякога почти екзистенциални по природа“. Вит Бийт  характеризира Нос с думите „това е странен мърморещ човек с лице на юридически леприкон“, който „е безпощаден и неуравновесен в своята критика, почти съвършено противоречив, (...) последователен антикомунист, морализатор и културно елитарен" и основният проблем на чиято агитация е "прекомерната буквалност и злощастното преплитане". Маркета Хавелкова  пък го характеризира като: „Саркастичен моралист, който се хили и прави десекции и всякакви звуци, имитирайки музикални инструменти. Същевременно той успява да ни изненада като доста сериозен автор на поетични и меланхолични песни." но “критиката му понякога е доста шумна".

## Политическа ангажираност
Пепа Нос не се колебае публично да представя крайните си, често наситени с омраза позиции и мнения относно хомосексуалността, либералната политика, исляма, Европейския съюз, Украйна и др. Той се отнася вулгарно към всеки който не споделя неговото мнение.  Споделя и популяризира конспиративните теории във връзка с ваксинирането, подкрепя политиките на Путин в Русия и аплодира инвазията му в Украйна, която той нарича фашистка „псевдодържава“.
Пепа Нос е политически ангажирана личност, което се изразява в маргинални антикомунистически дейности. Публично симпатизира на националистите Петър Цибулка и Владимир Хучин. През 2002 г. партията на Петър Цибулка - Десен блок го издига за кандидат президент на републиката. През 2002 г. той се кандидатира за Камарата на депутатите от листите на PČR - единствен кандидат от поетичната партия на Балбин от регион Централна Бохемия. През 2010 г. се кандидатира за Камарата на депутатите отново в листата на PČR от името Моравската партия в Моравско-Силезкия регион.  На регионалните избори през 2012 г. той води кандидатската листа на партията „Изберете десния блок“ в региона на Централна Бохемия.  На изборите за Европейския парламент през 2014 г. се явява като безпартиен и е на четвърто място в листата на Десния блок. 
На изборите за Сената на Чешката република през 2018 г. той се кандидатира като безпартиен кандидат в листата на движението SPD в район № 38 – Млада Болеслав.  Тогава, с 4,47% от гласовете, той завършва на последното 7-мо място.
На изборите за Европейски парламент през май 2019 г. той се кандидатира като безпартиен кандидат на 15-то място в листата на ГСДП.
През 2022 г. активно участва в антиправителствени демонстрации, организирани от Ладислав Врабел. 

## Връзка с Държавна сигурност
В регистрите на Държавна сигурност Пепа Нос е регистриран като кандидат за секретен сътрудник с кодовото име Трубадур. Държавна сигурност многократно са го разпитвали, като са се интересували предимно от информация свързана с Властимил Тржешняк и взаимоотношенията между организаторите на "независими" културни събития.. Иржи Палас, бившият организатор на асоциацията Шафран, публикува в блога си копие от записа на Държавна сигурност, според който на 24 април 1978 г. Пепа Нос е давал сведения за срещата си с Властимил Тржешняк състояла се на 20 април 1978 г., където разкрива чувствителна информация от личния живот на същия.
Пепа Нос многократно завежда дела срещу издателите, които публикуват информация в която се твърди, че той е бил сътрудник на Държавна сигурност. Такава информация се появява на 11 февруари 2004 г. във в. Млада фронта ДНЕС. Там авторите твърдят, че са го чули лично от Владимир Джъст, който публично му се извинява на 18 ноември 2005 г.. Дори и след това извинение, някои от вестниците продължават да тиражират тази информация. На 4 октомври 2006 г. той печели съдебното дело срещу в. Лидове новини, а на 30 ноември 2006 г. — и срещу в. Млада фронта. На 13 ноември 2007 г., на делото във Върховния съд в Прага срещу Пепа Нос са използвани показанията и на Властимил Тржешняк. Тогава са използвани и данни от статия публикувана във в. Обрана лиду, публикувана през април 1990 г., където се цитират Пепа Нос който твърди, че когато е давал показанията в Държавна сигурност той се е шегувал, което не е бил разбран от разпитващите го органи.
На 27 май 2008 г. Върховният съд в Прага потвърдава решението на по-долната инстанция и осъжда да заплати на Пепа Нос обезщетение и съдебните разноски. Тогава в. Млада фронта е принуден да публикува и извинение за предоставяне на невярна информация.

## Дискография
- Země je kulatá (1990), Multisonic

(включва песните: Země je kulatá, Ikarovo ouha, Pověz mi, voděnko, Copak asi dělá – účinkují, Bambini di Praga, Uzený na hrášku, Chodím sem, chodím tam, Býval jsem, Když (If), Pivovarnická, Agent sí aj ej, Otitulovaní)
- Žádný strachy (1991), Multisonic

(включва песните: Žádný strachy, Časy se mění, Don Quijote, Nebeský lyžař, Joža Habán, Básníku, básniku, V tobě uvnitř, Jako bych, Hašlerky, Prázdná pokladna, Šípková Marjánka)
- Člověk (1992), Multisonic

(заедно с китариста Štěpán Rak, включва песните: Člověk, Víkendová, Ve dvou se to lépe táhne, Můj chlapec materialista, Zamindrákovanej Johny, Babička Málková, Bílá díra, Divoká šárka, Plukovník, Vždyť ty vlastně už všechno máš)
- Měj rád! (1995)

(включва песните: Měj rád, Opři se o mě, František z Assisi, O jeden den starší, Píseň pro Lucii, Louka, Pokrok, (a+b)2, Vodíková bomba, Čaroděj, S břízama, Jak je ti, Když mě nic nenapadá, Blues o hltu mlíka, O životě, Všude, kam se podívám, Hajdy na kutě, Vánoce)
- Ecce Homo (1997, повечето от песните са на английски), PEPANOS

(включва песните: Help me be a man, Banana bread, The Earth is round, You have already got it all, Oui, je flane, Like a bird, If, I used to be, Ecce homo, Agents, Mysliveček / A little huntsman)
- Rok 2000 (1999), PEPANOS

(включва песните: Rok 2000, Co bude?, Potopa, Carpe diem per Deum, Soudný den, Tulák, Utkvění času, Brány se otvíraj, Svině pod dubem, Už nechci, To chce klid, Profíci vlastního prospěchu, Ropáci, Zeptejte se lidí, O svobodě, Nedej se!, Primabalerína, bonus Lucie Nosové Alchymista a Můj zpěv)
- Vysněný ráj (2001), Multisonic

(включва песните: Vysněný ráj, Země je kulatá, Ikarovo ouha, Žádný strachy, Chodím sem, chodím tam, Johnovi a Karlovi in memoriam, Pivovarnická, Copak asi dělá, Básníku, básníku, Joža Habán, Jako bych, Hašlerky, Prázdná pokladna)
- Navzdory nepohodě (2004; записи от 1978), Response media

(включва песните: Císařovy nové šaty, Píseň dívky zamilované do zpěváka pop-music, Časy se mění, Pověz mi, voděnko, Každej chvilku, Žádný strachy, Plukovník, Můj chlapec materialista, Pivovarnický bump, Jak si žijí, Joža Habán, To chce klid, Intelektuálka Amálka, Agent CIA, To je teď celá moudrost moje)
- Bojové písně (2006), Carpe Diem

(включва песните: Rovnou za Nosem, Vysmátý idiot, Japný blboun, Unsere Gros Bruder, Kulturní vložka, Na větvi, Superstar, superstará…, Rudej trpajzlík, Jedno jsi, život teď, Jejda kejda, Takoví jsou, Čest, pravda, talent, Blues o hovně, Curva desolata, Noc byla. Usnout nemoh‘ jsem…, Jsi víc než všechny prachy světa)
- Na bitevním poli (2006, 2007), DVD, Carpe Diem; запис от концерт в Словакия (Gbely)
- 4 pravdy (2008) PEPANOS, дистрибутор Panther (включва песните: Lidská blbost, Udavač z Karlína, Gates are opening / Brány se otvírají, Neděle velikonoční)
- Rovnou za nosem (2008), DVD, Carpe Diem (запис от концертите в Бржечлав и Прага, записът е на Даниел Риба (Damien Riba)
- Bůh v hotelu Balkán (2011), CD, Carpe Diem

(включва песните: Dům v moři (Vladimír Jurka / Pepa Nos), V hotelu Balkán, Všechno je úplně stejné, úplně jiné, Časy se mění (The times they are-a-changing) (Боб Дилан / Пепа Нос), Bůh, Trable, Něžný revolucionář, Vždyť ty vlastně už všechno máš, Soudíme, Odvrácená tvář šoubyznysu, Rum smutně pil pan ředitel (František Gellner / Pepa Nos), Císařovy nové šaty, Pivní pouť, Je spousta věcí, Woodymu Guthriemu)
- Každej chvilku tahá pilku (2018), Carpe Diem Records

(включва песните:
CD 1: Pravda nebo Láska muší zvýtězit, i kdyby na fet nebylo; Každej chvilku; Nech to bejt; Pták Pelikán; Sedlecká pouť; Lord Tarzan; Exlibris Karel Vachek; Kdysi po ránu; EU; Koloritní píseň; Epitaf
CD 2: To je príma; уAž všechny hvězdy zhasnou mp3; Staříček zo stařenků; Relax; Kraví blues; Můj otec; Radikální řešení; Masér; Krtčí rodinka; Matička Smrt (trumpská píseň)